# 人喰い猫
『人喰い猫』（ひとくいねこ）は、村上春樹の短編小説。

## 概要
| 初出     | 書き下ろし                                              |
| 収録書籍 | 『村上春樹全作品 1979〜1989』第8巻（講談社、1991年7月） |

短編小説集『Blind Willow, Sleeping Woman』（クノップフ社）の日本語版『めくらやなぎと眠る女 TWENTY-FOUR STORIES』が2009年11月に刊行されたことにより、本作の入手は比較的容易となった。
本作は長編小説『スプートニクの恋人』（講談社、1999年4月）の原型の一部となった。

### 英訳
| タイトル | Man-Eating Cats                                             |
| 翻訳     | フィリップ・ガブリエル                                      |
| 初出     | 『ザ・ニューヨーカー』2000年12月4日号                       |
| 収録書籍 | 『Blind Willow, Sleeping Woman』（クノップフ社、2006年7月） |

## あらすじ
晴れた日には対岸にトルコ本土の青い山が見えるギリシャの小さな島で、「僕」とイズミはキッチンつきの貸間を借りて暮していた。「僕」はときどき自分がこんな場所に属しているという事実がよく飲み込めなかった。2ヶ月前まで、「僕」は妻と4歳になる息子と三人で大田区の鵜ノ木にあるマンションで静かに暮らしていたのだ。
「僕」は中堅のデザイン事務所に勤めていた。仕事の打合わせの席で知り合ったイズミと逢瀬を重ねるようになり、それぞれの家庭は崩壊する。イズミの「日本にいても仕方ないからギリシャに行こう」という発案により二人は日本を出た。
新聞に三匹の猫に食べられてしまった老婦人の話が載っていた。「僕」は英文の記事を訳してイズミに読んで聞かせた。イズミは、その記事は中学校のときに聞かされたカソリックの講話を思い出させると言う。偉いシスターが新入生全員を集めてこんな話をするのだ。
猫と一緒に無人島に流れついたとき、みなさんのボートには人間ひとりがなんとか十日生きていけるくらいの水と乾パンがあるだけです。みなさんは乏しい食べ物を猫にも分けてやりますか？　いいえ、それはいけません。それは間違ったことなのです。何故なら、みなさんは神に選ばれた尊い存在であり、猫はそうではないからです。
「あなた子供のことを考える？」とイズミは尋ねた。
「ときどきね」と「僕」は正直に答えた。